# Eleição municipal de Bento Gonçalves em 2016
A eleição municipal da cidade de Bento Gonçalves em 2016 ocorreu em 2 de outubro para eleger um prefeito, um vice-prefeito e dezenove vereadores. Os mandatos dos candidatos eleitos nesta eleição durará ente 1º de janeiro de 2017 a 1º de janeiro de 2021. O então atual prefeito Guilherme Pasin, do Partido Progressista, venceu novamente o pleito com 44 129 votos e uma diferença de 32 505 votos para o segundo colocado, César Gabardo, que fez 11 624 votos.
A propaganda eleitoral gratuita de rádio em Bento Gonçalves começou a ser divulgada em 26 de agosto e terminou em 29 de setembro. Segundo a lei eleitoral em vigor, o sistema de dois turnos, que é iniciado caso o candidato mais votado receber menos de 50% +1 dos votos, está disponível apenas em cidades com mais de 200 mil eleitores, o que não é o caso de Bento Gonçalves, fazendo com que a eleição tenha apenas um turno.

## Contexto
Bento Gonçalves está localizada na Região Metropolitana da Serra Gaúcha e é a 18ª cidade mais populosa do Estado do Rio Grande do Sul, localizado no Brasil. Com uma população estimada em 114.203 habitantes pelo Instituto Brasileiro de Geografia e Estatística em 2015, a cidade possuía 87.227 eleitores em 2016, o que lhe garantiu dezenove vereadores na Câmara Municipal.
Em 2016, a cidade elegeu o seu 29º prefeito. Em 2012, Guilherme Pasin foi eleito pelo Partido Progressista. Mais recentemente, nas eleições gerais de 2014, o senador Aécio Neves (PSDB) recebeu 65,8% dos votos na eleição presidencial entre os eleitores bento-gonçalvenses, enquanto que José Ivo Sartori (PMDB) obteve 73% na disputa pelo governo estadual.
As convenções partidárias para a escolha dos candidatos ocorreram entre 20 de julho e 5 de agosto.

## Regras
No decorrer do ano de 2015, o Congresso Nacional aprovou uma reforma política, que fez consideráveis alterações na legislação eleitoral. O período oficial das campanhas eleitorais foi reduzido para 45 dias, com início em 16 de agosto, o que configurou em uma diminuição pela metade do tempo vigente até 2012. O horário político também foi reduzido, passando de 45 para 35 dias, com início em 26 de agosto. As empresas passaram a ser proibidas de financiarem campanhas, o que só poderá ser feito por pessoas físicas.
A Constituição estabeleceu uma série de requisitos para os candidatos a cargos públicos eletivos. Entre eles está a idade mínima de 21 anos para candidatos ao Executivo e 18 anos ao Legislativo, nacionalidade brasileira, pleno exercício dos direitos políticos, pelo menos um ano de domicílio eleitoral na cidade onde pretende candidatar-se, alfabetização e filiação partidária até o dia 2 de abril de 2016.

## Candidatos
| Candidato a prefeito | Candidato a prefeito   | Candidato a vice         | Número eleitoral | Coligação                                                             | Ref. |
| -------------------- | ---------------------- | ------------------------ | ---------------- | --------------------------------------------------------------------- | ---- |
|                      | César Gabardo (PMDB)   | Alcindo Gabrielli (PMDB) | 15               | "Um novo tempo para Bento" PMDB, PSB, PSC, PHS, PTN e PSDC            |      |
|                      | Evandro Speranza (PDT) | Manuel Nobre (PDT)       | 12               | "Bento para todos" PDT e PROS                                         |      |
|                      | Guilherme Pasin (PP)   | Aido Bertuol (PP)        | 11               | "Eu digo sim para Bento" PP, PSDB, PSD, PRB, REDE, PPS, PR, DEM e PTB |      |
|                      | Neilene Lunelli (PT)   | Paulo Wunsch (PC do B)   | 13               | "Bento mais humana" PT, PT do B e PC do B                             |      |

## Resultados

### Prefeito
| Candidato(a)           | Vice              | 1º Turno 2 de outubro de 2016 | 1º Turno 2 de outubro de 2016 |
| Candidato(a)           | Vice              | Votação                       | Votação                       |
|                        |                   | Total                         | Porcentagem                   |
| ---------------------- | ----------------- | ----------------------------- | ----------------------------- |
| Guilherme Pasin (PP)   | Aido Bertuol      | 44 129                        | 65,62%                        |
| César Gabardo (PMDB)   | Alcindo Gabrielli | 11 624                        | 17,29%                        |
| Neilene Lunelli (PT)   | Paulo Wünsch      | 8 266                         | 12,29%                        |
| Evandro Speranza (PDT) | Manuel Nobre      | 3 230                         | 4,8%                          |